# Nomifensin
Nomifensin ist ein Antidepressivum aus der Gruppe der Dopamin-Wiederaufnahmehemmer (DRI, DARI), das zur Behandlung von Depressionen und Aufmerksamkeitsdefizitstörungen verwendet wurde.

## Isomerie
Nomifensin enthält ein Stereozentrum, ist also chiral. Somit gibt es zwei Enantiomere, die (R)-Form und die dazu spiegelbildliche (S)-Form. Nomifensin wurde als Racemat [1:1-Gemisch aus (R)-8-Amino-2-methyl-4-phenyl-1,2,3,4-tetrahydroisochinolin und (S)-8-Amino-2-methyl-4-phenyl-1,2,3,4-tetrahydroisochinolin] eingesetzt.

## Geschichte
Nomifensin wurde 1976 von der Firma Hoechst (heute Sanofi) als Alival mit dem Werbeslogan „Alival führt aus psychischem Tief zu aktivem Leben“ auf den Markt gebracht. Es war ein sehr beliebtes Antidepressivum in den 80er Jahren, wurde aber wegen massiver Nebenwirkungen und Todesfällen, wie immunologisch bedingter Überreaktionen, hohem Fieber, Leberfunktionsstörungen, Lungeninfiltraten etc. 1986 vom Markt genommen. Das Verhalten des Herstellers führte zu heftigen Diskussionen in der Öffentlichkeit. Hierbei informierte der Hersteller bereits sechs Monate vor der weltweiten Rücknahme Ärzte und Apotheker über Todesfälle, betonte jedoch, dass der Nutzen des Medikaments die Risiken überwiege.
2018 berichtete der BR darüber, dass Alival unter dem Namen Nomifensin an Heimkindern getestet wurde.

## Wirkmechanismus
Der besondere Wirkungsmechanismus von Nomifensin ist wahrscheinlich die Hemmung der Wiederaufnahme von Dopamin im synaptischen Spalt im ZNS (ähnlich wie bei Methylphenidat). Dies könnte der Grund für seine besonders gute Wirksamkeit bei gehemmten, antriebsarmen Depressionen sein. Nomifensin besitzt eine Phenylethylamin-Partialstruktur.